# Kaczynos (przystanek kolejowy)
Kaczynos – zlikwidowany wąskotorowy przystanek osobowy w Kaczynosie, w gminie Stare Pole, w powiecie malborskim, w województwie pomorskim. Położony był na linii kolejowej z Malborka Kałdowa Wąskotorowego do Świetlik. Odcinek do Stalewa został otwarty w październiku 1909 roku.